# Lista de redes de televisão do Brasil
Esta é uma lista de redes de televisão do Brasil, na qual tem uma listagem das redes de televisão que operam as suas estações no Brasil. Segundo a Agência Nacional de Telecomunicações (Anatel), uma rede de televisão é “um conjunto de estações geradoras e respectivos sistemas de retransmissão de televisão com abrangência nacional e que veiculam uma mesma programação básica”, seguindo o decreto de número 5.371 da Presidência da República.
Em 2016, existiam em operação ao redor de todo o território brasileiro 545 estações geradoras e 13.630 estações retransmissoras, que ora compõem as redes listadas abaixo ou são, no caso de estações geradoras, emissoras independentes. Existiam também 25 concessões do chamado Serviço Especial de Televisão por Assinatura (TVA), que podem transmitir até 11 horas de programação em sinal aberto. Esse tipo de concessão também pode transmitir a programação de uma das redes listadas abaixo.

## Redes
| Rede              | Fundação | Sede                      | Gênero        | População atingida | N.º de estações geradoras | Proprietário(s)                                                |
| ----------------- | -------- | ------------------------- | ------------- | ------------------ | ------------------------- | -------------------------------------------------------------- |
| Record            | 1953     | São Paulo, SP             | Generalista   | 192.613.721        | 131                       | Grupo Record                                                   |
| Record News       | 2007     | Araraquara, SP            | Notícias      | 76.446.219         | ver lista                 | Grupo Record                                                   |
| RFTV              | 1998     | Campinas, SP              | Variedades    | —                  | ver lista                 | Grupo Record                                                   |
| TV Globo          | 1965     | Rio de Janeiro, RJ        | Generalista   | 203.499.959        | 122                       | Grupo Globo                                                    |
| Rede Bandeirantes | 1967     | São Paulo, SP             | Generalista   | 184.282.318        | ver lista                 | Grupo Bandeirantes de Comunicação                              |
| Canal 21          | 1996     | São Paulo, SP             | Religioso     | —                  | —                         | Grupo Bandeirantes de Comunicação                              |
| CNT               | 1979     | Curitiba, PR              | Variedades    | 67.657.461         | ver lista                 | Organizações Martinez                                          |
| SBT               | 1981     | Osasco, SP                | Generalista   | 80.045.856         | 126                       | Grupo Silvio Santos                                            |
| RedeTV!           | 1999     | Osasco, SP                | Generalista   | 90.604.889         | ver lista                 | Grupo Amilcare Dallevo / Grupo Marcelo de Carvalho             |
| TV Brasil         | 2007     | Brasília, DF              | Público       | —                  | ver lista                 | Empresa Brasil de Comunicação                                  |
| TV Cultura        | 1960     | São Paulo, SP             | Público       | —                  | ver lista                 | Fundação Padre Anchieta                                        |
| TV Gazeta         | 1970     | São Paulo, SP             | Variedades    | 48.701.664         | ?                         | Fundação Cásper Líbero                                         |
| TV A Crítica      | 1972     | Manaus, AM                | Regional      | —                  | 7                         | Rede Calderaro de Comunicação                                  |
| Rede Minas        | 1984     | Belo Horizonte, MG        | Público       | —                  | ver lista                 | Empresa Mineira de Comunicação                                 |
| Amazon Sat        | 1988     | Manaus, AM                | Regional      | —                  | 1                         | Grupo Rede Amazônica                                           |
| Rede União        | 1988     | Fortaleza, CE             | Musical       | —                  | 5                         | Rede União de Rádio e Televisão                                |
| TV Canção Nova    | 1989     | Cachoeira Paulista, SP    | Religioso     | 83.668.225         | ?                         | Canção Nova                                                    |
| Rede Cidade Verde | 1991     | Cuiabá, MT                | Regional      | —                  | ver lista                 | Grupo Cidade Verde de Comunicação                              |
| Boas Novas        | 1993     | Manaus, AM                | Religioso     | —                  | 8                         | Fundação Evangélica Boas Novas                                 |
| TV Evangelizar    | 1994     | Curitiba, PR              | Religioso     | —                  | —                         | Rede Evangelizar de Comunicação                                |
| Rede Vida         | 1995     | São José do Rio Preto, SP | Religioso     | 112.489.291        | ver lista                 | Instituto Brasileiro de Comunicação Cristã                     |
| TV Escola         | 1995     | Rio de Janeiro, RJ        | Educativo     | —                  | —                         | Roquette Pinto Comunicação Educativa                           |
| TV Novo Tempo     | 1996     | Jacareí, SP               | Religioso     | —                  | ver lista                 | Rede Novo Tempo de Comunicação                                 |
| Rede Gospel       | 1996     | São Paulo, SP             | Religioso     | —                  | ver lista                 | Igreja Renascer em Cristo                                      |
| TV Senado         | 1996     | Brasília, DF              | Legislativo   | —                  | ver lista                 | Senado Federal                                                 |
| Rede Super        | 1997     | Belo Horizonte, MG        | Religioso     | —                  | ver lista                 | Igreja Batista da Lagoinha                                     |
| Rede Gênesis      | 1997     | Brasília, DF              | Religioso     | —                  | ver lista                 | Sara Nossa Terra                                               |
| TV Câmara         | 1998     | Brasília, DF              | Legislativo   | —                  | ver lista                 | Câmara dos Deputados                                           |
| RIT               | 1999     | São Paulo, SP             | Religioso     | 69.156.096         | ?                         | Fundação Internacional de Comunicação                          |
| Rede Século 21    | 1999     | Valinhos, SP              | Religioso     | —                  | ver lista                 | Associação do Senhor Jesus                                     |
| Boa Vontade TV    | 2000     | São José dos Campos, SP   | Religioso     | —                  | —                         | Legião da Boa Vontade                                          |
| Rede Mais Família | 2002     | Santa Inês, MA            | Variedades    | —                  | —                         | Grupo Patati Patatá                                            |
| TV Nazaré         | 2002     | Belém, PA                 | Religioso     | —                  | ver lista                 | Fundação Nazaré de Comunicação                                 |
| NGT               | 2003     | São Paulo, SP             | Variedades    | —                  | —                         | Fundação de Fátima                                             |
| Aparecida         | 2005     | Aparecida, SP             | Religioso     | 70.585.508         | ver lista                 | Rede Aparecida de Comunicação                                  |
| Mundial           | 2006     | Curitiba, PR              | Religioso     | —                  | 6                         | Igreja Mundial do Poder de Deus                                |
| Rede Brasil       | 2007     | São Paulo, SP             | Variedades    | 66.587.328         | ver lista                 | Sistema de Comunicação Pantanal                                |
| RBTV              | 2007     | São Paulo, SP             | Variedades    | —                  | —                         | Sistema de Comunicação Pantanal                                |
| Rede Meio         | 2011     | Teresina, PI              | Regional      | —                  | ver lista                 | Grupo Meio                                                     |
| Top TV            | 2011     | São Paulo, SP             | Musical       |                    | ?                         | Rede Mundial de Comunicações                                   |
| XSports           | 2013     | São Paulo, SP             | Esportes      | 67.278.820         | ver lista                 | Grupo Kalunga                                                  |
| RBI TV            | 2014     | São Paulo, SP             | Variedades    | 64.779.342         | —                         | Grupo Mix de Comunicação                                       |
| TV Pai Eterno     | 2019     | Trindade, GO              | Religioso     | —                  | ver lista                 | Associação dos Filhos do Pai Eterno                            |
| Canal Educação    | 2022     | Brasília, DF              | Educativo     | —                  | —                         | Ministério da Educação/Empresa Brasil de Comunicação           |
| Canal Gov         | 2023     | Brasília, DF              | Governamental | —                  | —                         | Secretaria de Comunicação Social/Empresa Brasil de Comunicação |